# Karakumosa severtsovi
Espèce
Karakumosa severtsovi est une espèce d'araignées aranéomorphes de la famille des Lycosidae.

## Distribution
Cette espèce est endémique de la province de Khatlon au Tadjikistan,. Elle se rencontre vers Beshkent.

## Description
La carapace de la femelle holotype mesure 9,50 mm de long sur 6,80 mm et l'abdomen 12,80 mm de long sur 9,20 mm.

## Systématique et taxinomie
Cette espèce a été décrite par Logunov en 2023.

## Étymologie
Cette espèce est nommée en l'honneur de Nikolaï Severtsov.

## Publication originale
- Logunov, 2023 : « Further notes on the fossorial wolf spiders of Middle Asia and the Near East (Aranei: Lycosidae). » Arthropoda Selecta, vol. 32, no 4, p. 475-512 (texte intégral).